# Réda Abdenouz
Réda Abdenouz, född 25 september 1968, är en algerisk friidrottare. Han deltog vid olympiska sommarspelen 1988 och olympiska sommarspelen 1992.